# Wangen bei Olten
Wangen bei Olten – miejscowość i gmina w północnej Szwajcarii, w kantonie Solura, w jednostce administracyjnej (Amtei) Olten-Gösgen, w okręgu Olten. 

## Demografia
W Wangen bei Olten mieszka 5 350 osób. W 2021 roku 24,8% populacji gminy stanowiły osoby urodzone poza Szwajcarią.

## Transport
Przez teren gminy przebiega droga główna nr 5.